# Кац Михайло Семенович
Кац Михайло Семенович (29 серпня 1945, Молотов — 11 червня 2004, Одеса) — радянський і український художник кіно, кінорежисер.

## Життєпис
Народився 28 серпня 1945 року в м. Молотов РРФСР.
Закінчив Одеське театрально-художнє училище (1964) та відділення телевізійної режисури Ленінградського державного інституту театру, музики і кінематографії (1986). 
Працював на Одеській кіностудії.
Був членом Національної спілки кінематографістів України.
Помер 11 чкрвня 2004 року в Одесі.

## Творчість
Був художником у фільмах: «Ненависть» (1977, у співавт.), «Артем» (1977, т/ф, 2 с, у співавт.), «Маршал революції» (1978, т/ф, 2 а), «Клоун» (1980, т/ф, 2 с, у співавт.), «Депутатський час» (1980, у співавт.), «Забудьте слово „смерть“» (1980, т/ф, у співавт.), «Просто жах!» (1983, у співавт.), «Весна надії» (1983, у співавт.), «Трест, що луснув» (1983, т/ф, 3 а), «Поїзд поза розкладом» (1985), «Була не була» (1986, у співавт.) та ін.
Кінорежисер стрічок: «А кулька летить» (1987, т/ф), «Одна неділя» (1988), «Пустеля» (1991, 2 с, авт. сцен. Гран-прі «Золота медаль» Міжнародного кінофестивалю в Картахені; Приз Професійного журі на кінофестивалі в Зарічному), «Кульгаві увійдуть перші» (1992, авт. сцен. Головний приз кінофестивалю «Література і кіно», Гатчина, 1995), «Анекдотіада, або Історія Одеси в анекдотах» (1994, відео, 5 с, авт. сцен.).